# Bodendenkmal Bergbaugebiet Grube Leopold von Buch

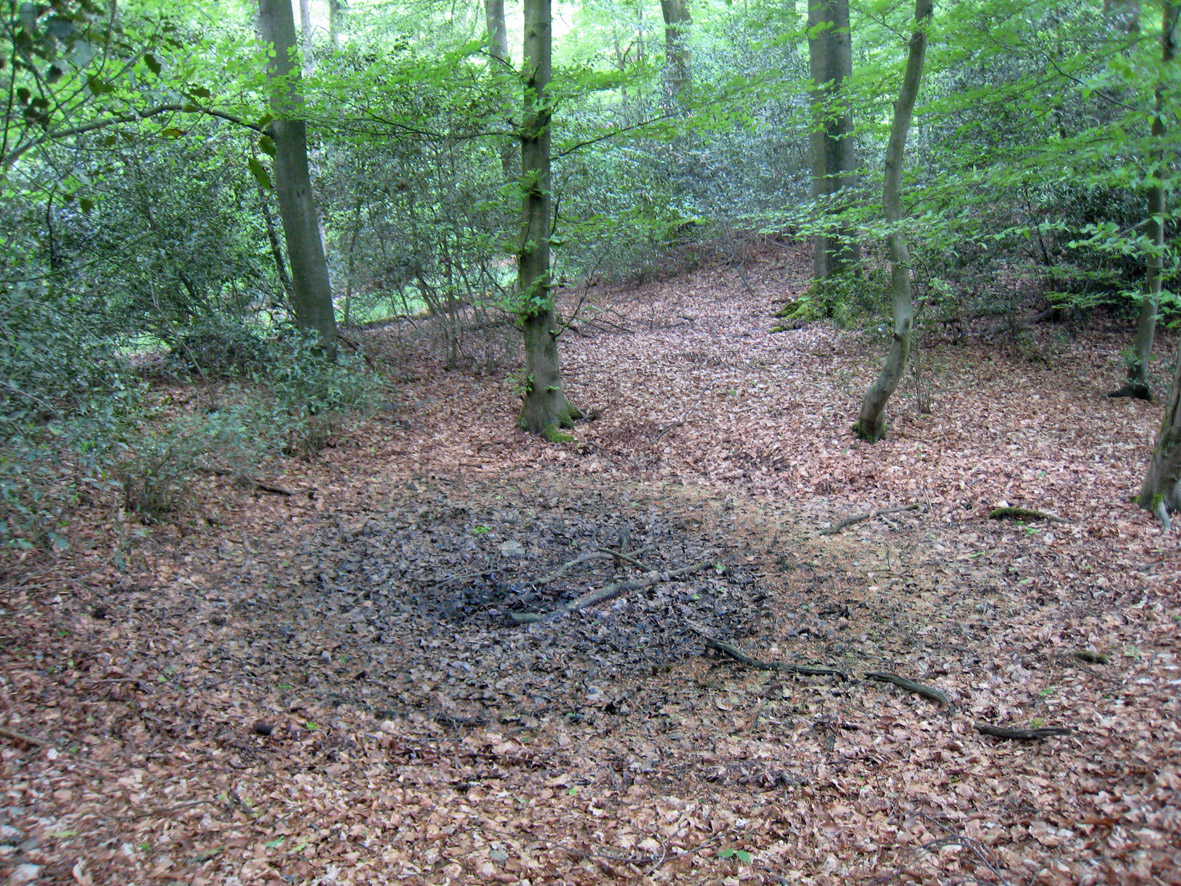
Wetterschacht der Grube Leopold von Buch

Das Bodendenkmal Bergbaugebiet Grube Leopold von Buch erstreckt sich etwa 300 m östlich vom Forsthaus Steinhaus bis zum Gewerbegebiet Obereschbach und südlich von der Bundesautobahn 4 im Stadtteil Moitzfeld von Bergisch Gladbach.

## Beschreibung
Auf einer Fläche von etwa 500 X 500 Metern sieht man einzelne Halden und Pingen aus der Bergbauzeit der Grube Leopold von Buch im Bensberger Erzrevier. Zu sehen sind auch ein kreisrunder Hügel mit einem Durchmesser von 23 Metern und 2,2 Metern Höhe sowie Gräben und Dämme. Im westlichen Bereich liegen zwei Dämme, die zwei kleine Teiche begrenzen. Hier findet sich auch die Pinge des Wetterschachts, der oben abgebildet ist.

## Bodendenkmal
Das Gebiet ist unter Nr. 3 in die Liste der Bodendenkmäler in Bergisch Gladbach eingetragen.